# Вевелгем

I — Вевелгем, II — Гюллегем, III — Морселе.

Вевелгем (нидерл. Wevelgem) — коммуна и город в Бельгии, провинция Западная Фландрия. Коммуна включает в себя города Гюллегем, Морселе и Вевелгем после объединения в 1977 году. По состоянию на 1 января 2016 года население коммуны составляет 31 291 человек. Площадь — 38,76 км2 при плотности населения 810 чел. / км2.²
Город является местом финиша известной однодневной велогонки Гент — Вевельгем, проводящейся с 1934 года.

## Известные жители
- Аннейлейн Куревиц — Мисс Бельгия 2007
- Жюстина де Йонкхере — Мисс Бельгия 2011
- Даг Отто Лёуритсен — бывший норвежский велогонщик, жил в Гюллегеме во время своей карьеры

## Галерея

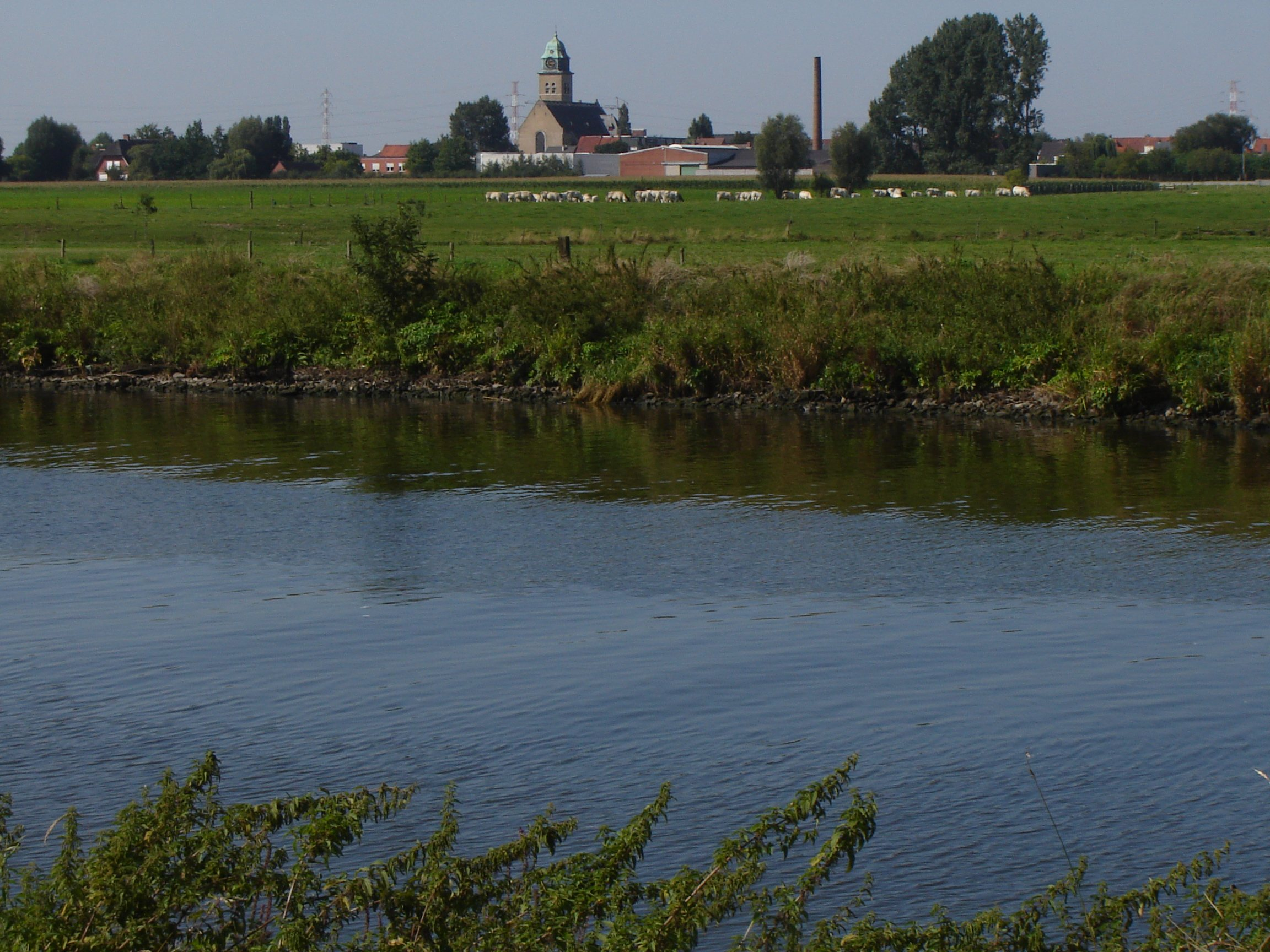
Церковь Синт-Терезии в окрестностях Вавелгема.
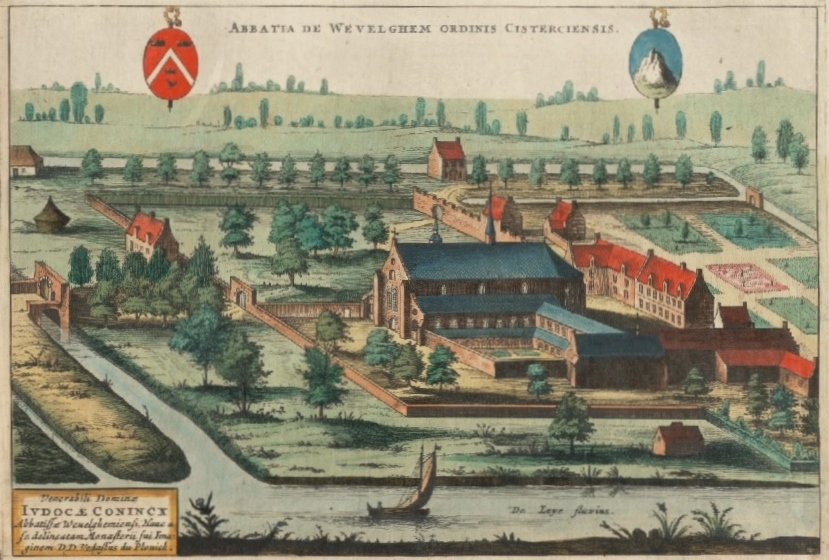
Аббатство Гульденберг из Вевелгема в 1641 году.
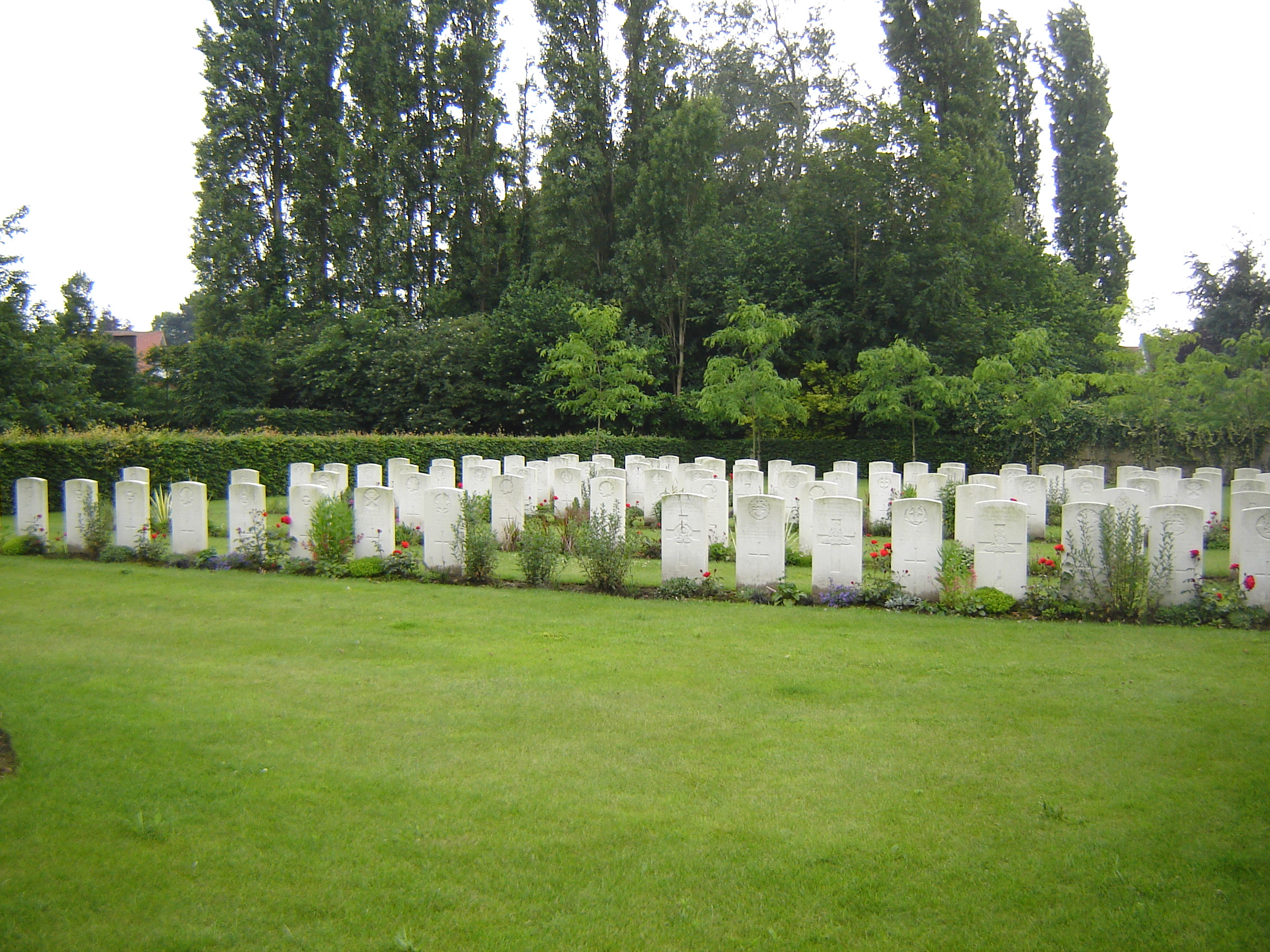
Военное кладбище в Морселе.
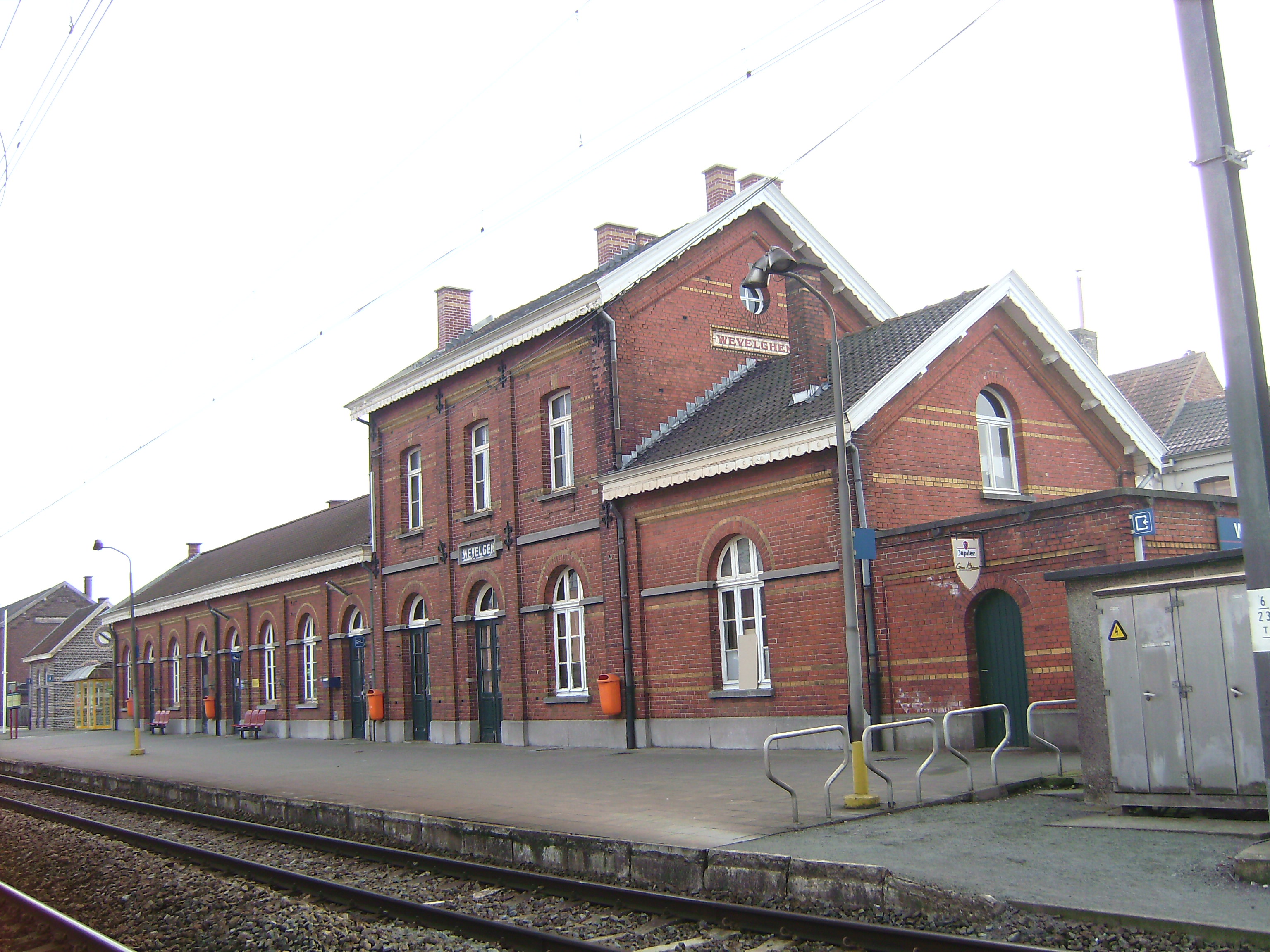
Железнодорожная станция.